# Santa Brigida (Rom)

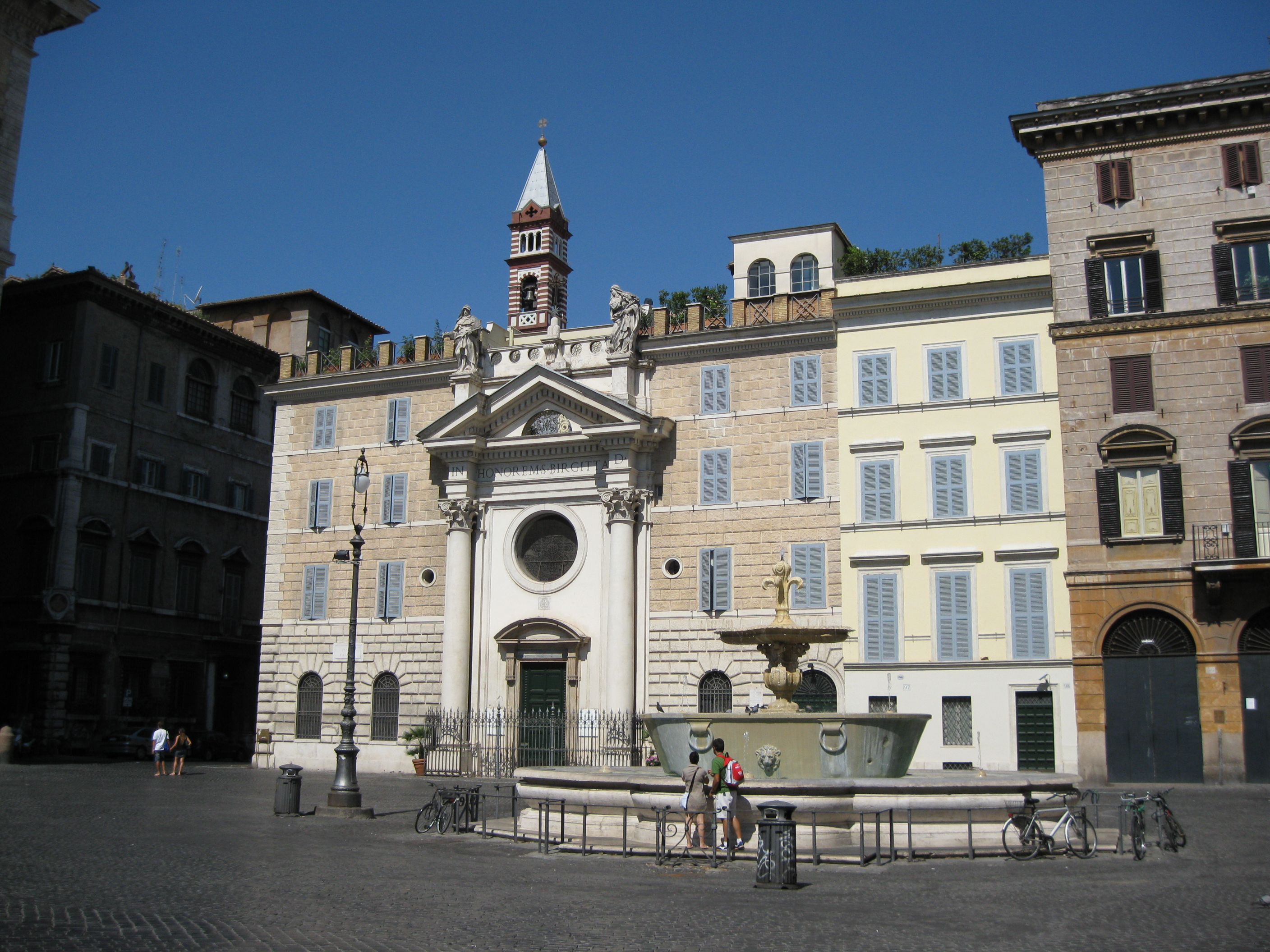
Die Fassade an der Piazza Farnese

Santa Brigida ist eine Kirche in Rom. Der heutige Bau entstand im frühen 15. Jahrhundert; die Kirche war Nationalkirche der Schweden und ist heute  Klosterkirche des sog. Schwedischen Zweiges des Erlöserordens.

## Lage
Die Kirche liegt im VII. römischen Rione Regola mit der Fassade direkt an der Nordwestseite der Piazza Farnese. 

## Geschichte und Baugeschichte
Ursprünglich hatte sich an dieser Stelle in Rom ein Hospiz für schwedische Pilger befunden. Nach der Heiligsprechung der namensgebenden Patronin, der Heiligen Birgitta von Schweden im Oktober 1391 begannen unter Papst Bonifaz IX. Arbeiten an einem Kirchenbau. Die Kirche bestand wohl nicht lange, der jetzige Kirchenbau ist ein Neubau vom Beginn des 15. Jahrhunderts. 1513 wurde die Kirche erstmals renoviert, ein zweites Mal unter Papst Clemens XI. zu Beginn des 18. Jahrhunderts. Sie gehörte, nach vorübergehender Verwaisung infolge der Reformation und einer folgenden Übertragung an Olaus Magnus 1534 durch die Jahrhunderte verschiedenen geistlichen Orden und Gemeinschaften. Sie wurde letztmals 1894 renoviert. Seit 1931 ist sie, auch infolge des Wirkens der heiligen Elisabeth Hesselblad, Sitz der Birgittinnen in Rom.

## Äußeres

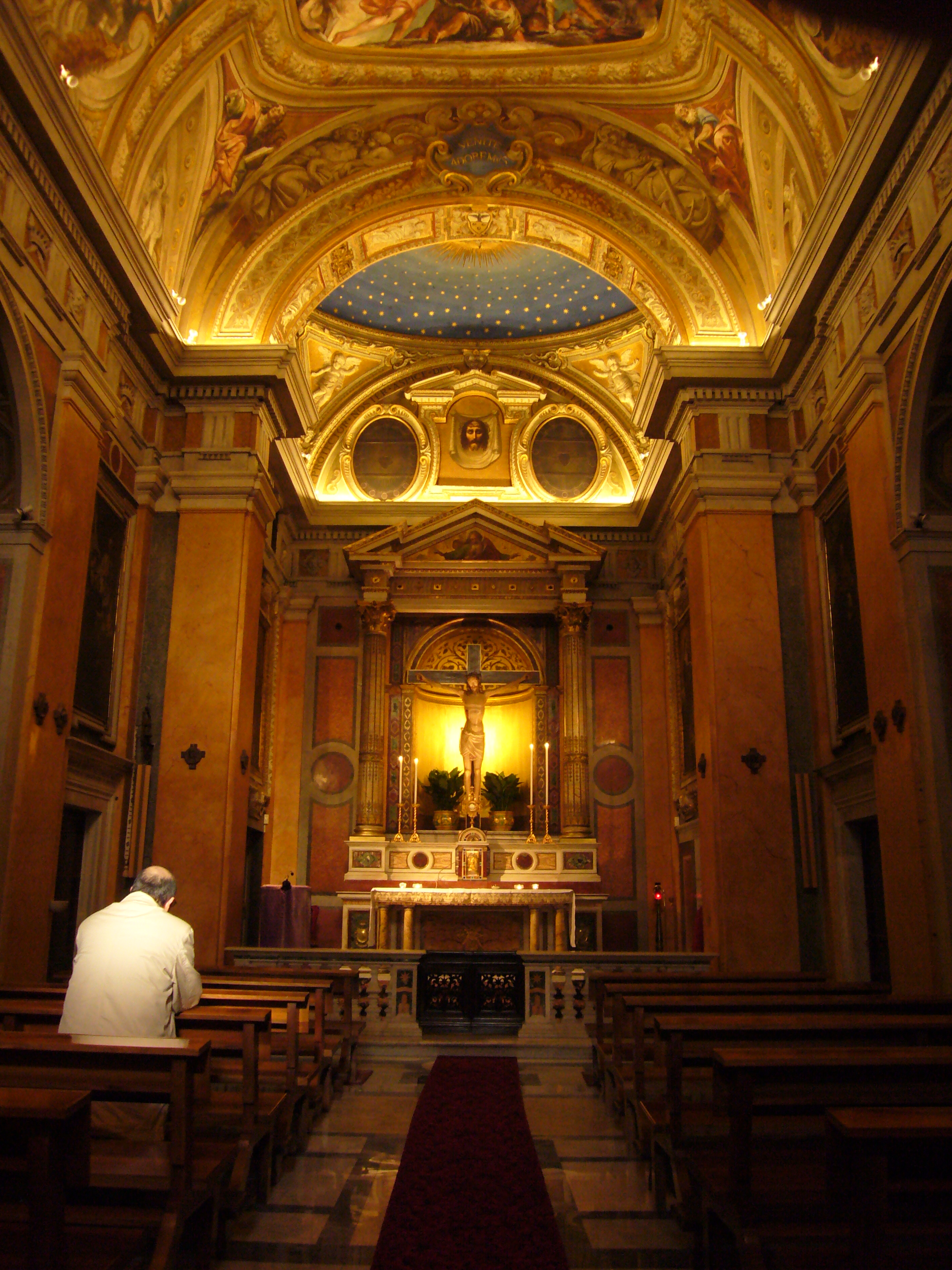
Blick in das Innere zum Hochaltar

Die Fassade ist einachsig und eingeschossig. Das Portal wird von einem Segmentgiebel überwölbt. Darunter, im Architrav, befindet sich eine Inschrift, die an die Renovierung der Kirche 1513 erinnert: „Domus Ste. birgitte vastenen de regno Swede instaurata ano dmi. 1513 ihs.“ Oberhalb des Portals durchbricht ein großes Rundfenster die Wand. Die Fassade wird zu den Seiten hin von Dreiviertelsäulen nach Kompositordnung flankiert, die Kapitelle tragen noch einen kleinen achtstrahligen Stern. Die Säulen sind mit gestuften Pilastern hinterlegt. Die Fassade wird oberhalb des Architravs mit der Widmungsinschrift an die Patronin von einem, genau wie der Architrav selbst verkröpften Dreiecksgiebel überfangen. Oberhalb des Giebels wurde eine Balustrade mit Rundluken errichtet, links und rechts davon befinden sich Statuen. Die linke stellt die Heilige Katharina von Schweden, die Tochter der Patronin dar, die rechte die Kirchenpatronin selbst. In der Mitte der Balustrade sind unter dem Kreuz die heraldischen Symbole der Chigi auf einem Postament mit einer kleinen vorangestellten Volute dargestellt.
Der Entwurf des neoromanischen, 1894 ausgeführten Campanile schräg links hinter der Fassade wird dem Architekten Raffaele Ingami zugeschrieben, der zu jener Zeit umfangreiche Konsolidierungsarbeiten in der Kirche und dem Konvent durchführte.

## Inneres und Ausstattung
Die Kirche ist ein einschiffiger Bau mit jeweils einer mittigen Seitenkapelle an den Längswänden. Gegliedert werden die Wände von Pilastern toskanischer Ordnung. Gedeckt wird das Langhaus von einem Tonnengewölbe. Der Chor wird von einer flachen Kuppel überwölbt, die keinen Tambour und keine Laterne enthält. 
Anlässlich der Restaurierung zu Beginn des 18. Jahrhunderts wurde die Kirche mit Gemälden des Barockmalers Biagio Puccini (1673–1721), einem Lehrer von Andrea Locatelli, ausgestattet. Von 1702 bis 1705 fertigte er Leinwandgemälde mit Episoden aus dem Leben der Titelheiligen, u. a. Christus reicht den Heiligen das Abendmahl und Maria krönt die Hl. Birgitta im Chor. Die Langhaustonne erhielt um 1709/1711 ein großflächiges Fresko Puccinis, der sich mit dem zentralen Motiv, der Glorie der Hl. Birgitta, deutlich am Relief der Glorie der Hl. Katharina von Siena von Melchiorre Cafà aus den 1660er Jahren orientierte. In den Zwickeln freskierte er, beinahe Pendentifs ähnlich, die Vier Evangelisten.
Die mit Blickrichtung zum Hochaltar linke Seitenkapelle enthält auf dem Altar ein Diptychon, dargestellt sind die Hl. Katharina von Schweden und erneut die Kirchenpatronin selbst. Das Werk ist eine Arbeit Eugenio Cisternas von 1894.
Die rechte Kapelle stammt ebenfalls von 1894, sie ist ein Werk von Raffaele Ingami. Das Altarretabel enthält ein Gemälde von Virginio Monti, dargestellt ist die Schmerzensmutter.
Der Unterzug des Triumphbogens enthält das Wappen Papst Pius XI.
Der Chor ist rechteckig, die daher queroval ausgeführte Kuppel ist mit Sternen auf blauem Grund bemalt. Die Bemalung entstand anlässlich der Renovierung 1894. Der Hochaltar entstammt auch dieser Zeit. 
In der Kirche befindet sich noch das Grabmal mit dem Sarkophag des schwedischen Grafen Nikolaus von Bielke, er starb 1765.